# Srpanjska kriza
Srpanjska kriza (njemački: Julikrise) naziv je za diplomatsku krizu koja je trajala od 28. lipnja do 8. kolovoza 1914. godine. Diplomatska kriza uslijedila je kao posljedica atentata na Franju Ferdinanda u Sarajevu, koji je počinio srpski terorist Gavrilo Princip, zbog čega je došlo do burnih diplomatskih i političkih reakcija između Austro-Ugarske i Kraljevine Srbije. Budući da je Kraljevina Srbija bila saveznik Ujedinjenog Kraljevstva i Ruskog Carstva, diplomatska kriza dala je Središnjim silama (Trojnom savezu) čvrste razloge za objavu rata Srbiji, zbog čega je na kraju došlo do Prvog svjetskog rata.
Srbijanska teroristička organizacija Crna ruka izvršila je atentat kao posljedicu srbijanskih pretenzija na područje Bosne i Hercegovine, koja je nakon Berlinskog kongresa 1878. godine pripala pod upravu Austro-Ugarske Monarhije. Iako je Bosna i Hercegovina pod kratkom austrougarskom upravom ostvarila značajan znanstveni, gospodarski i kulturni napredak, Srbija je tim činom nakratko morala odgoditi planove o stvaranju Velike Srbije, zbog čega je u vlada u Beogradu, u suradnji s terorističkim plaćenicima i Srbima u Bosni i Hercegovini isplanirala napade kojima je željela zapaliti bosanskohercegovačko "bure baruta".
Nakon što je diplomatska kriza eskalirala odgovorom srbijanske vlade da neće dopustiti istragu o ubojstvu cara Franje Ferdinanda, Austro-Ugarska je objavila rat Srbiji. Sljedećih dana, tzv. pojavom "domino-efekta", Ujedinjeno Kraljevstvo i Francuska su prvo proglasile rat Austro-Ugarskoj, nakon čega je Njemačka, kao saveznica Austro-Ugarske proglasila rat Saveznicima. Kasnije je ratni sukob prešao granice europskih utjecaja i poprimio svjetske razmjere, zbog čega su se u rat kasnije uključile Kina, Rusko Carstvo, Sjedinjene Države i Japan.
| Kronološki slijed događaja Srpanjske krize 1914. godine |
| --- |
| 28. lipnja: Prijestolonasljednika Austro-Ugarske Franju Ferdinanda u Sarajevu je ubio bosanski Srbin Gavrilo Princip. 6. srpnja: Austro-Ugarska dobiva suglasnost Njemačke za napad na Srbiju. 14. srpnja: austrougarski general Conrad von Hötzendorf izjavljuje da Austro-Ugarska nije spremna odmah napasti Srbiju. 23. srpnja: Austro-Ugarska isporučuje ultimatum Srbiji. 25. srpnja: Srbija odbija neke ultimatume i mobilizira vojsku (15:00 sati). 25. srpnja: 21:13 sati, Austro-Ugarska Mobilizira dio vojske protiv Srbije 28. srpnja: Austro-Ugarska objavljuje rat Srbiji. 29. srpnja: Rusija mobilizira dio vojske protiv Austro-Ugarske. 30. srpnja: 17:00 sati, Rusija potpuno mobilizira vojsku. 31. srpnja: 13:00 sati, Austro-Ugarska mobilizira vojsku. Njemačka predaje ultimatum Francuskoj i Rusiji. Belgija mobilizira vojsku u 19:00 sati. 1. kolovoza: Francuska mobilizira vojsku s početkom u 16:00 sati. Njemačka se mobilizira u 17:00 sati i objavljuje rat Rusiji. 3. kolovoza: Njemačka objavljuje rat Francuskoj. Italija proglašava svoju neutralnost. 4. kolovoza: Nakon njemačke invazije na Belgiju, Velika Britanija objavljuje rat Njemačkoj. |

## Vanjske poveznice
- Austro-ugarski ultimatum Kraljevini Srbiji (izvorni tekst na njemačkom)
- Kronologija Srpanjske krize (28. lipnja - 8. kolovoza 1914.) (engl.)
- Srpanjska kriza - www.firstworldwar.com (engl.)